# 广都站
广都站位于中華人民共和國四川省成都市双流区雅和街，是成都地铁1号线支线的地下车站，于2015年7月25日开通使用。在建设过程中的工程名为“广都北站”。临近正式运营前，曾被正式命名为“华阳站”，后又更名为“广都站”。运营初期，曾因为A出入口外道路积水问题被市民诟病。

## 车站结构
本站为地下二层岛式站台车站，五根松方向接入红星路停车场。

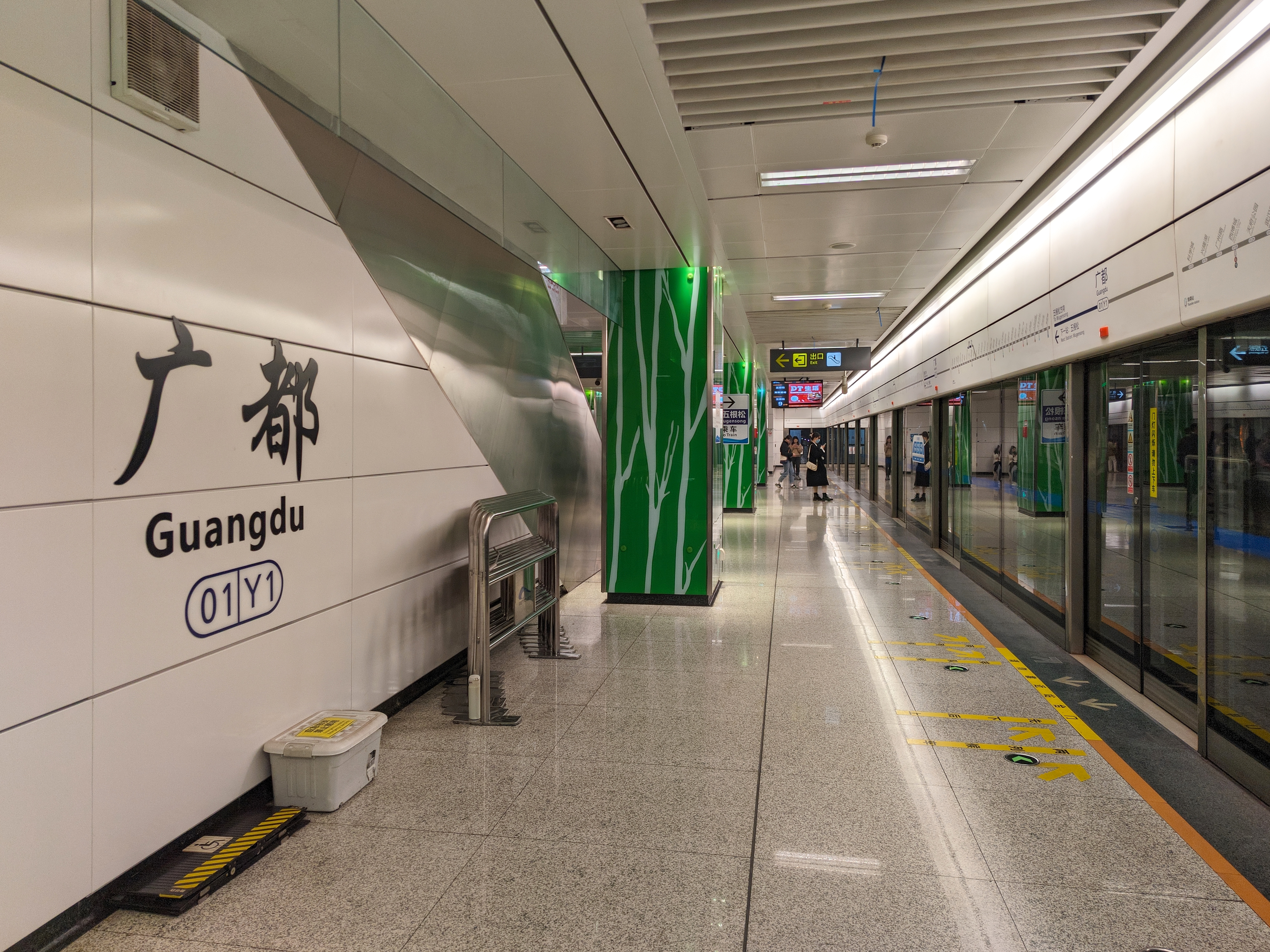
站台
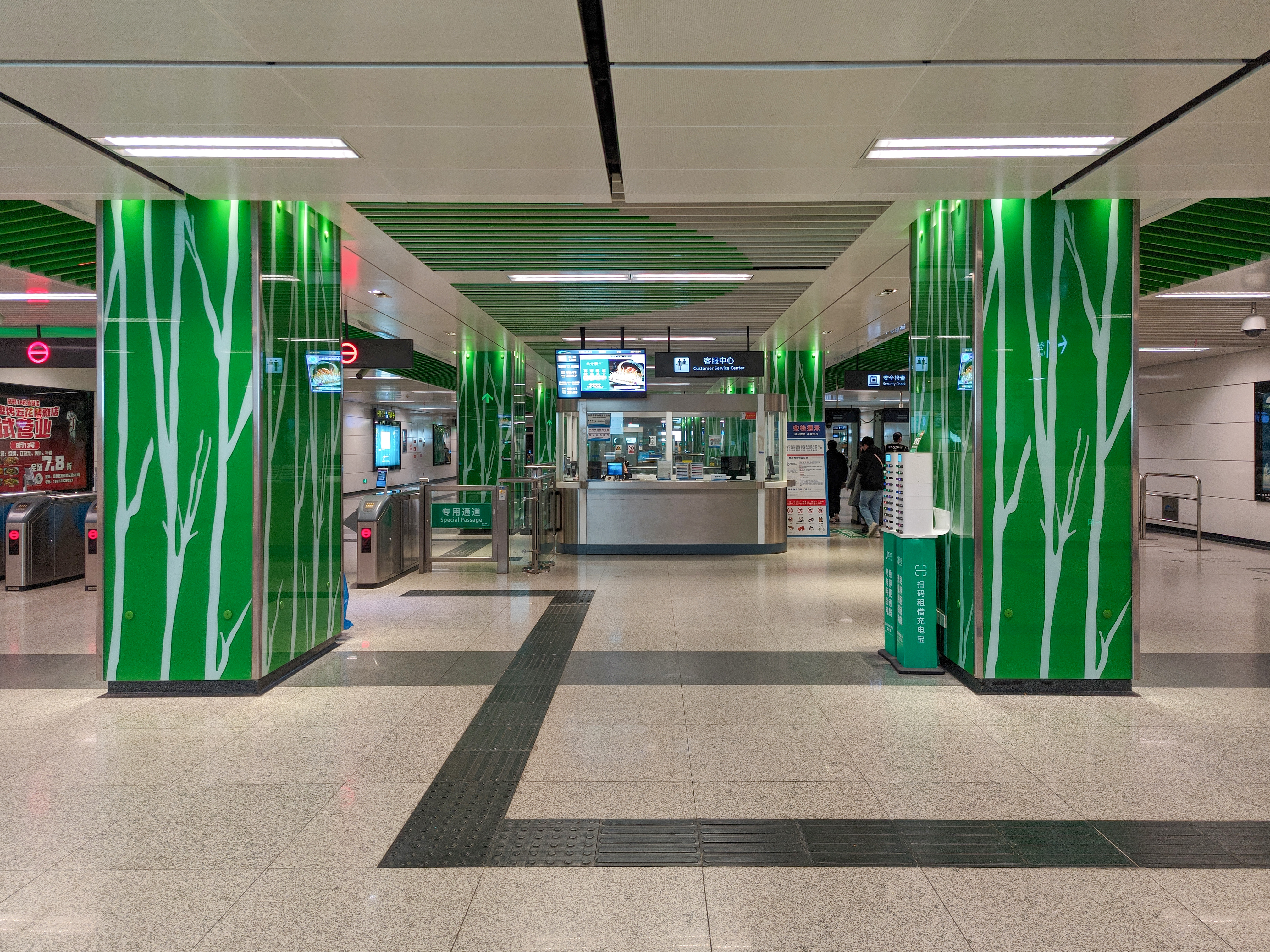
站厅

| 地面              | 0    | 出口A–C                                                                                             |
| 地下一层          | 站厅 | 自助购票 客服中心                                                                                   |
| 地下二层          | 站台 | \| \| \| 1号线往韦家碾（四河） \| \| 島式 · 開左邊车门 \| \| \| \| \| \| 1号线往五根松（终点站） \| |
|                   |      | 1号线往韦家碾（四河）                                                                               |
| 島式 · 開左邊车门 |      | |
|                   |      | 1号线往五根松（终点站）                                                                             |

- 站台
- 站厅

## 内装与公共艺术
设计主题：川西林盘元素，传承三都文明。本站着重体现田园农耕为名，天花部分辅以少量川西林盘元素，将以农耕文化、山水田园风格进行整体呈现。

## 出入口
本站目前开放3个出入口
|          |                   |                                                            |      |
| 编号     | 设施              | 指示                                                       | 照片 |
|          |                   | 雅和街、雅和南一路、天府大道南段                           |      |
| 出口 · B |                   | 雅和南二路、悦和一街、雅和南三路、雅和南四路               |      |
| 出口 · C | 无障碍电梯 卫生间 | 雅和北二路、雅和街、锦龙街、雅和北三路、雅和北四路、新裕路 |      |

## 历史
- 2014年5月12日，主体结构封顶[6]；
- 2015年7月25日，正式开通使用[1]。